# Carrer Major de Llorac
El Carrer Major de Llorac és una obra del municipi de Llorac (Conca de Barberà) inclosa en l'Inventari del Patrimoni Arquitectònic de Catalunya. Aquest carrer és un dels pocs de la comarca que ha mantingut la seva fisonomia original més o menys intacte. En aquest cas el despoblament del nucli i la manca de sensibilitat no han malmès el conjunt. A hores d'ara, la revitalització de Llorac com a lloc de segona residència, passa per la rehabilitació d'algunes de les seves cases amb la voluntat de no alterar la fisonomia original del conjunt.
El llogaret de Llorac està documentat a partir del segle xii. Des de l'any 1140 va ser senyorejat per l'Orde de l'Hospital, sota la jurisdicció reial. El rei Pere el Cerimoniós el va vendre a la família Alenyà, de Montblanc, l'any 1342. A partir del segle xvi i fins al xix els senyors del lloc van ser els Guimerà.